# Wilford Hoggatt
Wilford Bacon Hoggatt, né le 11 septembre 1865 et mort le 26 février 1938, est un officier de la marine et un homme politique républicain américain. Il est gouverneur du district de l'Alaska entre 1906 et 1909.

## Sources
- (en) Cet article est partiellement ou en totalité issu de l’article de Wikipédia en anglais intitulé « Wilford Bacon Hoggatt » (voir la liste des auteurs).